# Puchar Świata w Rugby 1987
Puchar Świata w rugby w roku 1987 był to pierwszy rozgrywany Puchar Świata w rugby i oznaczał on powstanie zawodowstwa w tej dyscyplinie. Mecze rozegrano w Nowej Zelandii i w niektórych miastach Australii w dniach 22 V – 20 VI 1987.

## Uczestnicy
| Drużyna           | Strefa kwalifikacyjna | Liczba występów | Najlepszy wynik | Ostatni występ |
| ----------------- | --------------------- | --------------- | --------------- | -------------- |
| Nowa Zelandia     | Oceania               | debiutant       | debiutant       | debiutant      |
| Zimbabwe          | Afryka                | debiutant       | debiutant       | debiutant      |
| Argentyna         | Ameryka               | debiutant       | debiutant       | debiutant      |
| Kanada            | Ameryka               | debiutant       | debiutant       | debiutant      |
| Stany Zjednoczone | Ameryka               | debiutant       | debiutant       | debiutant      |
| Japonia           | Azja                  | debiutant       | debiutant       | debiutant      |
| Anglia            | Europa                | debiutant       | debiutant       | debiutant      |
| Francja           | Europa                | debiutant       | debiutant       | debiutant      |
| Irlandia          | Europa                | debiutant       | debiutant       | debiutant      |
| Rumunia           | Europa                | debiutant       | debiutant       | debiutant      |
| Szkocja           | Europa                | debiutant       | debiutant       | debiutant      |
| Walia             | Europa                | debiutant       | debiutant       | debiutant      |
| Włochy            | Europa                | debiutant       | debiutant       | debiutant      |
| Australia         | Oceania               | debiutant       | debiutant       | debiutant      |
| Fidżi             | Oceania               | debiutant       | debiutant       | debiutant      |
| Samoa Zachodnie   | Oceania               | debiutant       | debiutant       | debiutant      |

## Stadiony

### Australia
| Miasto   | Stadion           | Pojemność |
| -------- | ----------------- | --------- |
| Brisbane | Ballymore Stadium | 24 000    |
| Sydney   | Concord Oval      | 20 000    |

### Nowa Zelandia
| Miasto           | Stadion                       | Pojemność |
| ---------------- | ----------------------------- | --------- |
| Auckland         | Eden Park                     | 45 472    |
| Wellington       | Athletic Park                 | 39 000    |
| Christchurch     | Lancaster Park                | 36 500    |
| Dunedin          | Carisbrook                    | 35 000    |
| Rotorua          | Rotorua International Stadium | 35 000    |
| Napier           | McLean Park                   | 30 000    |
| Palmerston North | Showgrounds Oval              | 30 000    |
| Hamilton         | Waikato Stadium               | 26 350    |
| Invercargill     | Rugby Park Stadium            | 17 000    |

## Faza grupowa
16 drużyn uczestniczących w Pucharze Świata podzielonych zostało na 4 grupy liczące 4 drużyn. O awansie do 1/4 finału decydowała suma punktów zgromadzonych w 3 meczach rozgrywanych w grupie w systemie „każdy z każdym”. Awans do 1/4 finału uzyskiwały dwie najlepsze drużyny z każdej grupy.

### Grupa A
| Drużyna           | Wygrane | Remisy | Porażki | P. zdobyte | P. stracone | Punkty |
| ----------------- | ------- | ------ | ------- | ---------- | ----------- | ------ |
| Australia         | 3       | 0      | 0       | 108        | 41          | 6      |
| Anglia            | 2       | 0      | 1       | 100        | 32          | 4      |
| Stany Zjednoczone | 1       | 0      | 2       | 39         | 99          | 2      |
| Japonia           | 0       | 0      | 3       | 48         | 123         | 0      |

### Grupa B
| Drużyna  | Wygrane | Remisy | Porażki | P. zdobyte | P. stracone | Punkty |
| -------- | ------- | ------ | ------- | ---------- | ----------- | ------ |
| Walia    | 3       | 0      | 0       | 82         | 31          | 6      |
| Irlandia | 2       | 0      | 1       | 84         | 41          | 4      |
| Kanada   | 1       | 0      | 2       | 65         | 90          | 2      |
| Tonga    | 0       | 0      | 3       | 29         | 98          | 0      |

### Grupa C
| Drużyna       | Wygrane | Remisy | Porażki | P. zdobyte | P. stracone | Punkty |
| ------------- | ------- | ------ | ------- | ---------- | ----------- | ------ |
| Nowa Zelandia | 3       | 0      | 0       | 190        | 34          | 6      |
| Fidżi         | 1       | 0      | 2       | 56         | 101         | 2      |
| Argentyna     | 1       | 0      | 2       | 49         | 90          | 2      |
| Włochy        | 1       | 0      | 2       | 40         | 110         | 2      |

### Grupa D
| Drużyna  | Wygrane | Remisy | Porażki | P. zdobyte | P. stracone | Punkty |
| -------- | ------- | ------ | ------- | ---------- | ----------- | ------ |
| Francja  | 2       | 1      | 0       | 145        | 44          | 5      |
| Szkocja  | 2       | 1      | 0       | 135        | 69          | 5      |
| Rumunia  | 1       | 0      | 2       | 61         | 130         | 2      |
| Zimbabwe | 0       | 0      | 3       | 53         | 151         | 0      |

## Faza Pucharowa

### Mecz o 3. miejsce
|  |                                          |               |                                   |                                          |    |               |                                  |                                                    |                                                    |                                                    |                   |       |       |
|  | Ćwierćfinały                             | Ćwierćfinały  | Ćwierćfinały                      |                                          |    | Półfinały     | Półfinały                        | Półfinały                                          |                                                    |                                                    | Finał             | Finał | Finał |
|  | Ćwierćfinały                             | Ćwierćfinały  | Ćwierćfinały                      |                                          |    | Półfinały     | Półfinały                        | Półfinały                                          |                                                    |                                                    | Finał             | Finał | Finał |
|  | 6 czerwca – Lancaster Park, Christchurch |               |                                   |                                          |    |               |                                  |                                                    |                                                    |                                                    |                   |       |       |
|  |                                          |               |                                   |                                          |    |               |                                  |                                                    |                                                    |                                                    |                   |       |       |
|  | Nowa Zelandia                            | Nowa Zelandia | 30                                |                                          |    |               |                                  |                                                    |                                                    |                                                    |                   |       |       |
|  | Nowa Zelandia                            | Nowa Zelandia | 30                                | 14 czerwca – Ballymore Stadium, Brisbane |    |               |                                  |                                                    |                                                    |                                                    |                   |       |       |
|  | Szkocja                                  | Szkocja       | 3                                 |                                          |    |               |                                  |                                                    |                                                    |                                                    |                   |       |       |
|  | Szkocja                                  | Szkocja       | 3                                 |                                          |    | Nowa Zelandia | Nowa Zelandia                    | 49                                                 |                                                    |                                                    |                   |       |       |
|  | 8 czerwca, Ballymore Stadium, Brisbane   |               |                                   |                                          |    | Nowa Zelandia | Nowa Zelandia                    | 49                                                 |                                                    |                                                    |                   |       |       |
|  |                                          |               | Walia                             | Walia                                    | 6  |               |                                  |                                                    |                                                    |                                                    |                   |       |       |
|  | Walia                                    | Walia         | Walia                             | Walia                                    | 6  | 16            |                                  |                                                    |                                                    |                                                    |                   |       |       |
|  | Walia                                    | Walia         |                                   |                                          |    | 16            | 20 czerwca – Eden Park, Auckland |                                                    |                                                    |                                                    |                   |       |       |
|  | Anglia                                   | Anglia        | 3                                 |                                          |    |               |                                  |                                                    |                                                    |                                                    |                   |       |       |
|  | Anglia                                   | Anglia        | 3                                 |                                          |    | Nowa Zelandia | Nowa Zelandia                    | 29                                                 |                                                    |                                                    |                   |       |       |
|  | 7 czerwca – Eden Park, Auckland          |               |                                   |                                          |    | Nowa Zelandia | Nowa Zelandia                    | 29                                                 |                                                    |                                                    |                   |       |       |
|  |                                          |               | Francja                           | Francja                                  | 9  |               |                                  |                                                    |                                                    |                                                    |                   |       |       |
|  | Francja                                  | Francja       | Francja                           | Francja                                  | 9  | 31            |                                  |                                                    |                                                    |                                                    |                   |       |       |
|  | Francja                                  | Francja       | 13 czerwca – Concord Oval, Sydney |                                          |    | 31            |                                  |                                                    |                                                    |                                                    |                   |       |       |
|  | Fidżi                                    | Fidżi         | 16                                |                                          |    |               |                                  |                                                    |                                                    |                                                    |                   |       |       |
|  | Fidżi                                    | Fidżi         | 16                                |                                          |    | Francja       | Francja                          | 30                                                 | Mecz o 3. miejsce                                  | Mecz o 3. miejsce                                  | Mecz o 3. miejsce |       |       |
|  | 7 czerwca, Concord Oval, Sydney          |               |                                   |                                          |    | Francja       | Francja                          | 30                                                 | Mecz o 3. miejsce                                  | Mecz o 3. miejsce                                  | Mecz o 3. miejsce |       |       |
|  |                                          |               | Australia                         | Australia                                | 24 |               |                                  | 18 czerwca, Rotorua International Stadium, Rotorua | 18 czerwca, Rotorua International Stadium, Rotorua | 18 czerwca, Rotorua International Stadium, Rotorua |                   |       |       |
|  | Australia                                | Australia     | Australia                         | Australia                                | 24 | 33            |                                  | 18 czerwca, Rotorua International Stadium, Rotorua | 18 czerwca, Rotorua International Stadium, Rotorua | 18 czerwca, Rotorua International Stadium, Rotorua |                   |       |       |
|  | Australia                                | Australia     |                                   |                                          |    |               |                                  | Walia                                              | Walia                                              | 21                                                 |                   |       |       |
|  | Irlandia                                 | Irlandia      | 15                                |                                          |    |               |                                  |                                                    | Walia                                              | 21                                                 |                   |       |       |
|  | Irlandia                                 | Irlandia      | 15                                |                                          |    |               |                                  | Australia                                          | Australia                                          | 20                                                 |                   |       |       |
|  |                                          |               |                                   |                                          |    |               |                                  |                                                    | Australia                                          | 20                                                 |                   |       |       |

### Ćwierćfinały
| 6 czerwca 1987 | Nowa Zelandia | 30:3(9:3) | Szkocja | Lancaster Park, Christchurch Sędzia: David Burnett |
| 6 czerwca 1987 |               | 30:3(9:3) |         | Lancaster Park, Christchurch Sędzia: David Burnett |

| 7 czerwca 1987 | Australia | 33:15(24:0) | Irlandia | Concord Oval, Sydney Sędzia: Brian Anderson |
| 7 czerwca 1987 |           | 33:15(24:0) |          | Concord Oval, Sydney Sędzia: Brian Anderson |

| 7 czerwca 1987 | Fidżi | 16:31(7:16) | Francja | Eden Park, Auckland Sędzia: Clive Norling |
| 7 czerwca 1987 |       | 16:31(7:16) |         | Eden Park, Auckland Sędzia: Clive Norling |

| 8 czerwca 1987 | Anglia | 3:16(0:6) | Walia | Ballymore Stadium, Brisbane Sędzia: René Hourquet |
| 8 czerwca 1987 |        | 3:16(0:6) |       | Ballymore Stadium, Brisbane Sędzia: René Hourquet |

### Półfinały
| 13 czerwca 1987 | Australia | 24:30(9:6) | Francja | Ballymore Stadium, Brisbane Sędzia: Brian Anderson |
| 13 czerwca 1987 |           | 24:30(9:6) |         | Ballymore Stadium, Brisbane Sędzia: Brian Anderson |

| 14 czerwca 1987 | Nowa Zelandia | 49:6(27:0) | Walia | Concord Oval, Sydney Sędzia: Kerry Fitzgerald |
| 14 czerwca 1987 |               | 49:6(27:0) |       | Concord Oval, Sydney Sędzia: Kerry Fitzgerald |

### Mecz o trzecie miejsce
| 18 czerwca 1987 | Australia | 21:22(15:13) | Walia | Rotorua International Stadium, Rotorua Sędzia: Fred Howard |
| 18 czerwca 1987 |           | 21:22(15:13) |       | Rotorua International Stadium, Rotorua Sędzia: Fred Howard |

### Finał
| 2 listopada 1991 | Nowa Zelandia | 29:9(9:0) | Francja | Eden Park, Auckland Widzów: 46 000 Sędzia: Kerry Fitzgerald |
| 2 listopada 1991 |               | 29:9(9:0) |         | Eden Park, Auckland Widzów: 46 000 Sędzia: Kerry Fitzgerald |